# Carlos Luís II de Hohenlohe-Langemburgo
Carlos Luís II, 5.° Príncipe de Hohenlohe-Langemburgo (em alemão: Karl Ludwig Wilhelm Leopold Fürst zu Hohenlohe-Langenburg; 25 de outubro de 1829 – 16 de maio de 1907), era o filho mais velho de Ernesto I de Hohenlohe-Langemburgo. Foi o quinto Príncipe de Hohenlohe-Langemburgo.

## Biografia
Carlos Luís nasceu no dia 25 de outubro de 1829 em Salzburgo, era filho de Ernesto I de Hohenlohe-Langemburgo. Sua mãe, a princesa Feodora de Leiningen, era meia-irmã da rainha Vitória do Reino Unido.
Ele frequentou a Universidade Humboldt de Berlim.
Após a morte e seu pai em 12 de abril de 1860, Carlos Luís o sucede tornando-se o quinto Príncipe de Hohenlohe-Langemburgo. Entretanto teve que abdicar a favor de seu irmão mais novo, Hermano, em 21 de abril do mesmo ano, para poder casar-se com amante Marie Dorothea Grathwohl.

## Casamento e filhos
Carlos Luís casou-se morganaticamente a 22 de fevereiro de 1861 em Paris com Maria Doroteia Grathwohl, mais tarde criada "Baronesa de Bronn", filha de Georg Andreas Grathwohl e sua esposa, Friederike Meyer. Tiveram três filhos:
- Carl de Bronn (1862–1925), Em 1911 foi elevado ao título de "Príncipe de Weikersheim" pelo imperador Francisco José I da Áustria,[1] pelos serviços prestados ao Império Austríaco.
- Victoria de Bronn (1863–1946), casou-se com Ernesto von Manner und Mätzelsdorf, sem descendência;
- Beatriz de Bronn (1868–1932)